# Jimmie Wilson
Jimmie Wilson, född i Detroit, är en amerikansk sångare. Han representerade, tillsammans med Valentina Monetta, San Marino i den andra semifinalen av Eurovision Song Contest 2017 med låten "Spirit of the Night". Paret kom dock inte till finalen.

## Diskografi
Studioalbum (solo)
- 2017 – So Damn Beautiful

Singlar (samarbeten)
- 2000 – "Flowers" / "Flowers (Glance "Second Life" Mix)" (Glissando Bros. & Jimmie Wilson)

EPs och maxisinglar (samarbeten)
- 2001 – Pretender / Flowers (Glissando Bros. & Jimmie Wilson)
- 2001 – Pretender (The Remixes) (Glissando Bros. & Jimmie Wilson)
- 2007 – Come Back (Marco Petralia & Jimmie Wilson)
- 2008 – Gettin' Deep (Marco Petralia & Jimmie Wilson)
- 2017 – Spirit Of The Night (Valentina Monetta & Jimmie Wilson)